# سيلفيا بيرنستاين
سيلفيا بيرنستاين (بالإنجليزية: Sylvia Bernstein)‏ هي فنانة أمريكية، ولدت في 1914، وتوفيت في 1990.